# Pediapelta spadicescens
Pediapelta spadicescens är en tvåvingeart som beskrevs av Munro 1947. Pediapelta spadicescens ingår i släktet Pediapelta och familjen borrflugor. Inga underarter finns listade i Catalogue of Life.